# San Fierro

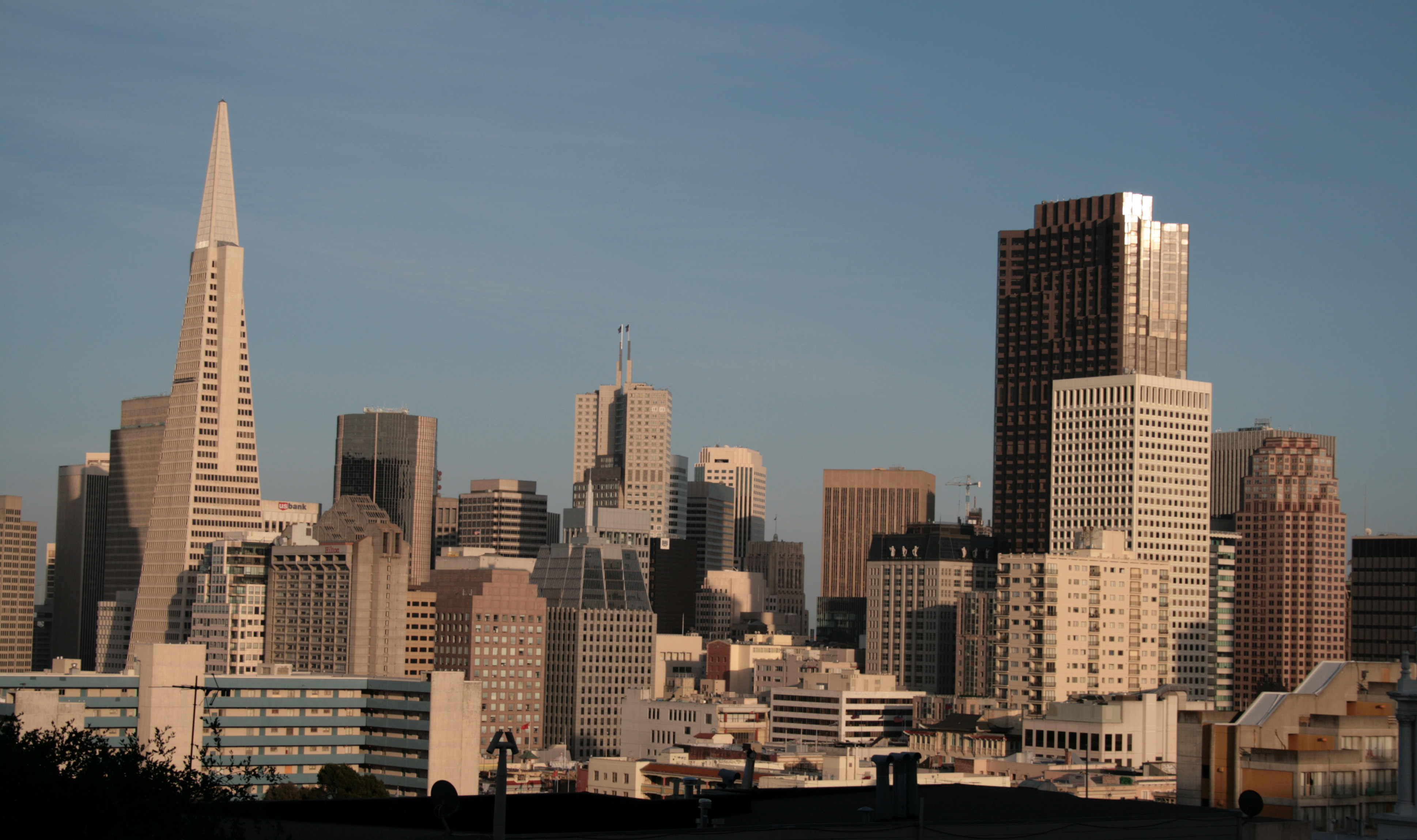
Ciutat de San Francisco, inspiració de la ciutat de San Fierro.

San Fierro és una ciutat fictícia del videojoc Grand Theft Auto: San Andreas, basada en San Francisco (Califòrnia).
Està situada al nord-oest de l'estat de San Andreas. Es caracteritza pels seus carrers amb grans desnivells, per ser l'única ciutat amb tramvia, i per acollir bandes criminals asiàtiques i hispanes.
Personatges com Wu Zi Mu, Zero, T-Bone Méndez o Jizzy són originaris d'aquesta metròpoli.